# 撰国史所
撰国史所（せんこくししょ）は、律令制下の日本において、正史である六国史および『新国史』（未完）を編纂するために設置された機関。
日本の律令法では、図書寮が国史編纂の任に当たることになっていたが、実際の同機関にはそれに堪える史料の集積も人材もなかったと考えられている（律令制実務における記録や行政文書の集積は、後日に先例として参考にするために内記や外記などで行われたと見られている）。そのため、実際の国史編纂は、天皇から任命された貴族・官人が担当した。『新国史』編纂のために出された撰国史所関連の宣旨や『西宮記』『新儀式』などによれば、数代の天皇ごとに国史の編纂がなされ、別当などと呼ばれる総裁役には大臣・大納言の一上級の貴族が就任し、参議級が執行役となり、その下に実際に記録を扱う外記が配され、弁官や儒学者、紀伝道に通じた官人などがこれに加わっていた。
撰国史所はその性格上、国史が完成すれば役目を終えることになるが、『続日本後紀』や『日本文徳天皇実録』のように1代の天皇のみを扱った国史が編纂されたり、『新国史』のように編纂事業が長期化して最終的に完成しなかった例もあり、9世紀後半から10世紀前半にかけては事務機関が断続的に設置されていた時期があったとする説もある。
なお、機関の名称について、「撰国史所」は『新国史』編纂時の呼称であり、『続日本紀』編纂時は「撰続日本紀所」であったことが判明しているが（『日本後紀』延暦16年2月13日条）、明らかではない例も多く、広義の国史編纂機関として「撰国史所」の語が用いられている。